# Goldfield (Iowa)
Pour les articles homonymes, voir Goldfield.
Goldfield est une ville, du comté de Wright en Iowa, aux États-Unis. Elle est incorporée le 19 mars 1885.

## Source de la traduction
- (en) Cet article est partiellement ou en totalité issu de l’article de Wikipédia en anglais intitulé « Goldfield, Iowa » (voir la liste des auteurs).